# Kolotl
Kolotl es un género de escorpiones de la familia Diplocentridae. Fue descrito por Santibáñez-López, Prendini y Francke en 2014. El nombre “Kolotl” deriva del vocablo náhuatl para referirse a “escorpión”.

## Clasificación y descripción
El género está conformado por dos especies, K. magnus (Beutelspacher y López-Forment, 1991) y K. poncei (Francke y Quijano-Ravell, 2009). Son alacranes de talla grande, la cual va de 7 a 10 cm de largo total, el cuerpo es cilíndrico. Las tenazas son grandes y robustas, con las cuales cazan a sus presas. La cola tiende a ser delgada, presentan un tubérculo justo en la base del aguijón, el cual es pequeño. La coloración varía dependiendo de la especie y el sexo, con colores que van del marrón al café oscuro.

## Distribución
Es endémico de México y se ubica en la zona occidental del país, en los estados de Michoacán y Guerrero.

## Hábitat
Los escorpiones de este género habitan debajo de rocas grandes o grietas en las paredes, donde el tipo de vegetación corresponde a selva media y selva baja.

## Estado de conservación
No se encuentra dentro de ninguna categoría de riesgo en las normas nacionales e internacionales, esto debido al bajo conocimiento que se tiene del género.

## Importancia cultural y usos
No se tienen registrados casos de envenenamiento severo derivados de la picadura de estos alacranes.